# Фаний Цепион
Фаний Цепион (на латински: Fannius Caepio) е римски конспиратор. Той ораганизира през 23 или 22 пр.н.е. заговор срещу император Август заедно с Авъл Теренций Варон Мурена. Заговорът е разкрит. След екзекуцията на Мурена през 22 пр.н.е., Фаний Цепион заговорничи отново против Август заедно с осиновения брат на Авъл Мурена Луций Лициний Варон Мурена. Заловен е и екзекутиран.